# Søby Kirke (Syddjurs Kommune)
 For alternative betydninger, se Søby Kirke. (Se også artikler, som begynder med Søby Kirke)
Søby Kirke ligger i Søby, ca. 7 kilometer nordvest for Hornslet. Den blev opført i den romanske tid i 1100-tallet. Kun kor og skib er oprindelige, opførte i tilhugne granitkvadre på sokkel med skråkant. Senere i middelalderen tilføjedes et tårn mod vest, opført i munkesten, samt mod syd et våbenhus opført i munkesten og granit. På nordsiden er to romanske vinduer genåbnet og et tredje rekonstrueret ved en restaurering i 1938. Ved samme lejlighed blev tårnet forhøjet.

## Granitudsmykninger
På vestsiden af den tilmurede, rundbuede norddør er hugget en løvefigur i højt relief. Syddøren er retkantet med indvendig plankeafdækning. Korbuen med bladværk og dyrefigurer på kragstenene, er bevaret.

## Inventar og indre udsmykning
Skibets bjælkeloft er fremdraget ved en restaurering i 1938. I koret er indbygget en senmiddelalderlig krydshvælving. På denne hvælving fandt man samme restaurering en kalkmaleridekoration fra ca. 1480, blandt andet med Århus-bispen Ejler Madsen Bølles våbenskjold.
- Døbefonten er fra oprindelsen i romansk stil med tovsnoninger, buefrise og løver på kummen. På foden har den kronede og bevæbnede menneskefigurer.
- En udskåret, siddende bispefigur er placeret i norddørens blænding. Den stammer fra en sengotisk altertavle.
- Degnestolen er fra 1593.
- Ved døbefonten hænger et lille krucifiks, som hævdes at være ophængt i nattens mulm og mørke engang i 1900-tallet, da man ikke kunne få lov til, eller blive enige om at hænge det op.
- Alteret består af et alterbord i granitkvadre, som blev tilvirket i 1938. Altertavlen udgøres af et ældre maleri med en korsfæstelsesscene.
- De lukkede stolestader er fra 1866.
- Prædikestolen er af ældre dato.
- I tårnrummet findes to mindetavler, blandt andet for provst Jørgen Madsen (død 1696) og hustru.